# Тайфун-1 (винтовка)
ЦВТ-1 «Тайфун-1» — спортивная однозарядная произвольная винтовка калибра 7,62 мм для высококвалифицированных спортсменов, созданная специалистами завода Ижмаш. Предназначена для стрельбы на дистанцию 300 м по неподвижным мишеням в открытых и закрытых тирах в широком диапазоне температур и условий. Конструкция винтовки была удостоена золотой медали на Лейпцигской ярмарке.

## Конструктивные особенности
Ствол и затворная группа аналогичны таковым у целевых винтовок серии «Зенит-3» и МЦВ-59 «Стрела-3». Затвор продольно-скользящий. Запирание затвора осуществляется поворотом рукоятки затворной рамы, на три боевых упора. Ударный механизм — курковый, с отдельной боевой пружиной и поступательным движением курка. Спусковой механизм является универсальным и переводится на работу со шнеллерной системы на бесшнеллерную работу с помощью переводчика, что является отличительной особенностью данной модели.